# Henri Saby
Henri Saby (ur. 8 sierpnia 1933 w Tuluzie, zm. 16 czerwca 2011) – francuski polityk, inżynier i samorządowiec, eurodeputowany I, II i III kadencji.

## Życiorys
Z wykształcenia inżynier, absolwent Uniwersytetu w Tuluzie. Pracował m.in. w instytucie politechnicznym w tym mieście (INP Toulouse). Był również członkiem dyrekcji Centre national de la recherche scientifique (CNRS).
Działał w Partii Socjalistycznej, wchodził w skład władz krajowych i regionalnych tego ugrupowania. Zajmował stanowisko mera Ayguesvives oraz radnego regionu Midi-Pireneje. W latach 1981–1994 sprawował mandat posła do Parlamentu Europejskiego I, II i III kadencji. Pełnił funkcję wiceprzewodniczącego frakcji socjalistycznej oraz przewodniczącego Komisji ds. Rozwoju i Współpracy.